# タトゥース・FT-60
タトゥース・FT-60（Tatuus FT-60）は、イタリアのコンストラクターメーカー、タトゥースとトヨタ・ガズー・レーシング・ニュージーランドが共同で設計、開発、製造したフォーミュラカー。2020年からフォーミュラ・リージョナル・オセアニア・チャンピオンシップで使用されている。
トヨタ製エンジンを搭載し、タトゥース・F3 T-318やFR-19で使用されているアルファロメオやルノー製エンジンよりも排気量が大きい。
2022年のトヨタ・レーシング・シリーズが中止された後、タトゥース・F3 T-318の輸送費を削減するため、バルセロナとシンガポールでのレースではWシリーズにFT60が貸し出された。